# The Great Lost Kinks Album
《The Great Lost Kinks Album》는 1973년 1월 25일에 발매된 킹크스의 음반이다. 리프라이즈 레코드에 의해 발매되었다.

## 평가
| 전문가 평가              | 전문가 평가 |
| 평가 점수                | 평가 점수   |
| 출처                     | 점수        |
| ------------------------ | ----------- |
| Allmusic                 | [ 1 ]       |
| Christgau's Record Guide | A–          |

스테레오 리뷰의 노엘 코퍼지는 "오래된 테이프를 현금화하려는 불가사의한 시도"라고 평하면서도, 킹크스의 음반에 대한 부록으로는 잘 작용한다고 리뷰하였다. 하이 피델리티의 헨리 에드워즈는 음반의 수록곡들이 공개되지 않은 것에 대해 "당시에는 상업적으로 보이지 않았을 것"이라고 추측하며, 대중들이 "이제 막 킹크스란 마술의 특별한 부분을 따라잡기 시작하고 있다"고 발언했다.

## 곡 목록
표시되지 않은 모든 곡은 레이 데이비스가 작사·작곡하였다.
A면
1. "Til Death Do Us Part" –  3:12
2. "There Is No Life Without Love" (데이브 데이비스, 레이 데이비스)  –  1:55
3. "Lavender Hill" –  2:53
4. "Groovy Movies" –  2:30
5. "Rosemary Rose" –  1:43
6. "Misty Water" –  3:01
7. "Mr. Songbird" –  2:24

B면
1. "When I Turn Out the Living Room Light" –  2:17
2. "The Way Love Used to Be" –  2:11
3. "I'm Not Like Everybody Else" –  3:29
4. "Plastic Man" –  3:00
5. "This Man He Weeps Tonight" (데이브) –  2:38
6. "Pictures in the Sand" –  2:45
7. "Where Did the Spring Go?" –  2:10

### 참고 자료
- 코퍼지, 노엘 (1973년 5월). “Popular Discs and Tapes” (PDF). 《스테레오 리뷰》. 30권 5호. 91–106쪽. 2022년 8월 17일에 원본 문서 (PDF)에서 보존된 문서.
- 에드워즈, 헨리 (1973년 6월). “The Lighter Side” (PDF). 《하이 피델리티》. 23권 6호. 126–127쪽. 2022년 3월 29일에 원본 문서 (PDF)에서 보존된 문서.